# ナショナルリーグA
ナショナルリーグ（National League）は、スイスにおけるアイスホッケーの最高峰リーグ。米メジャーリーグベースボールのナショナルリーグとは無関係。

## 概要
スイスにおけるアイスホッケーの最高峰リーグは1916年にNDAとしてスタートした。1985-86シーズンからプレーオフ制度が導入。全試合7回戦制4勝先取。1999年にナショナルリーガAに改めて、さらに2007-08シーズンから現在の名称となった。

## 2016-17シーズン所属クラブ
| クラブ名                   | ホームタウン                     |
| -------------------------- | -------------------------------- |
| HCアンブリ＝ピオッタ       | アンブリ                         |
| SCベルン                   | ベルン                           |
| EHCビール                  | ビール/ビエンヌ                  |
| HCダボス                   | ダボス                           |
| フリブール＝ゴッテロン     | フリブール                       |
| ジュネーヴ＝セルヴェットHC | ジュネーヴ                       |
| EHCクローテン              | クローテン                       |
| ローザンヌHC               | ローザンヌ                       |
| HCルガーノ                 | ルガーノ                         |
| SCLタイガース              | ラングナウ・イン・エーメンタール |
| ZSCライオンズ              | チューリッヒ                     |
| EVツーク                   | ツーク                           |

## 歴代優勝チーム
- 1937-38 - HCダボス
- 1938-39 - HCダボス
- 1939-40 - 優勝なし
- 1940-41 - HCダボス
- 1941-42 - HCダボス
- 1942-43 - HCダボス
- 1943-44 - HCダボス
- 1944-45 - HCダボス
- 1945-46 - HCダボス
- 1946-47 - HCダボス
- 1947-48 - HCダボス
- 1948-49 - ZSCライオンズ
- 1949-50 - HCダボス
- 1950-51 - EHCアローザ
- 1951-52 - EHCアローザ
- 1952-53 - EHCアローザ
- 1953-54 - EHCアローザ
- 1954-55 - EHCアローザ
- 1955-56 - EHCアローザ
- 1956-57 - EHCアローザ
- 1957-58 - HCダボス
- 1958-59 - SCベルン
- 1959-60 - HCダボス
- 1960-61 - ZSCライオンズ
- 1961-62 - EHCヴィスプ
- 1962-63 - HCヴィラール
- 1963-64 - HCヴィラール
- 1964-65 - SCベルン
- 1965-66 - グラスホッパー＝クラブ・チューリッヒ
- 1966-67 - クローテン・フライヤーズ
- 1967-68 - HCラ・ショー＝ド＝フォン
- 1968-69 - HCラ・ショー＝ド＝フォン
- 1969-70 - HCラ・ショー＝ド＝フォン
- 1970-71 - HCラ・ショー＝ド＝フォン
- 1971-72 - HCラ・ショー＝ド＝フォン
- 1972-73 - HCラ・ショー＝ド＝フォン
- 1973-74 - SCベルン
- 1974-75 - SCベルン
- 1975-76 - SCLタイガース
- 1976-77 - SCベルン
- 1977-78 - EHCビール
- 1978-79 - SCベルン
- 1979-80 - EHCアローザ
- 1980-81 - EHCビール
- 1981-82 - EHCアローザ
- 1982-83 - EHCビール
- 1983-84 - HCダボス
- 1984-85 - HCダボス
- 1985-86 - HCルガーノ
- 1986-87 - HCルガーノ
- 1987-88 - HCルガーノ
- 1988-89 - SCベルン
- 1989-90 - HCルガーノ
- 1990-91 - SCベルン
- 1991-92 - SCベルン
- 1992-93 - クローテン・フライヤーズ
- 1993-94 - クローテン・フライヤーズ
- 1994-95 - クローテン・フライヤーズ
- 1995-96 - クローテン・フライヤーズ
- 1996-97 - SCベルン
- 1997-98 - EVツーク
- 1998-99 - HCルガーノ
- 1999-2000 - ZSCライオンズ
- 2000-01 - ZSCライオンズ
- 2001-02 - HCダボス
- 2002-03 - HCルガーノ
- 2003-04 - SCベルン
- 2004-05 - HCダボス
- 2005-06 - HCルガーノ
- 2006-07 - HCダボス
- 2007-08 - ZSCライオンズ
- 2008-09 - HCダボス
- 2009-10 - SCベルン
- 2010-11 - HCダボス
- 2011-12 - ZSCライオンズ
- 2012-13 - SCベルン
- 2013-14 - ZSCライオンズ
- 2014-15 - HCダボス
- 2015-16 - SCベルン
- 2016-17 - SCベルン
- 2017-18 - ZSCライオンズ
- 2018-19 - SCベルン
- 2019-20 - 優勝なし
- 2021 – EVツーク
- 2022 – EVツーク
- 2023 – Genève-Servette HC
- 2024 - ZSCライオンズ
- 2025 - ZSCライオンズ